# Melbury Sampford
Pour les articles homonymes, voir Sampford.
Melbury Sampford est une paroisse civile et un village du Dorset, en Angleterre.